# Albbruck
Albbruck je město v Německu v zemském okrese Waldshut ve spolkové zemi Bádensko-Württenbersko. Má přibližně 7 500 obyvatel a rozlohu 39,69 km2. Starostou obce je od roku 2007 Stefan Kaiser.

## Geografie
Město se nachází na horním Rýnu. V okolí se nachází mnoho hlubokých a ostře řezaných údolí, která jsou vhodná na horolezení. Na jihu obce se nachází Alba.[ujasnit] Na některých místech lze vidět skály, které vystupují z podloží – v okolí obce se nachází bohatá naleziště žuly.

## Historie
Město bylo poprvé zmíněno v roce 1403. Významná papírna v Albbrucku vznikla v roce 1870 na místě železáren, které se ve městě nacházely od roku 1681 do roku 1866. Ve městě se nacházela i elektrárna na Rýně. Nedaleko města se nachází soutěska Abtal, ve které se nachází 5 silničních tunelů vytesaných do skály.
V roce 1975 se v obci konaly první volby. V roce 1977 se doktor Grosler stal čestným občanem města. Od roku 1986 se ve městě konají vánoční trhy. Do roku 2011 ve městě fungovala papírna, která zaměstnávala většinu obyvatel obce.

## Ekonomika
Město těží z pozice nedaleko Rýna, ale význam říční dopravy klesá. Mnoho peněz plyne z turismu. Do města vede dálnice B34.

## Turistické atrakce a volný čas
V okolí města se nachází mnoho skal, které jsou vhodné pro horolezení. V okolí města lze pořádat mnoho pěších túr. V okolí je také hustá síť cyklostezek.

### Památky

#### Kostely
- Kristův kostel - moderní kostel vysvěcený v roce 1958.
- Bazilika svatého kříže - téměř 1000 let starý kostel je nejstarším v obci
- Kaple v Buch - moderní kaple z roku 1973

#### Ostatní
- Mlýn v Unteralpfenu - mlýn z roku 1540 je jednou z nejfotografovanějších památek města
- Lávka Studinger - železobetonová lávka stará 80 let
- Rheinspitz - přírodní koupaliště s písčitými plážemi
- Naučná stezka Mühlbachtal

## Galerie

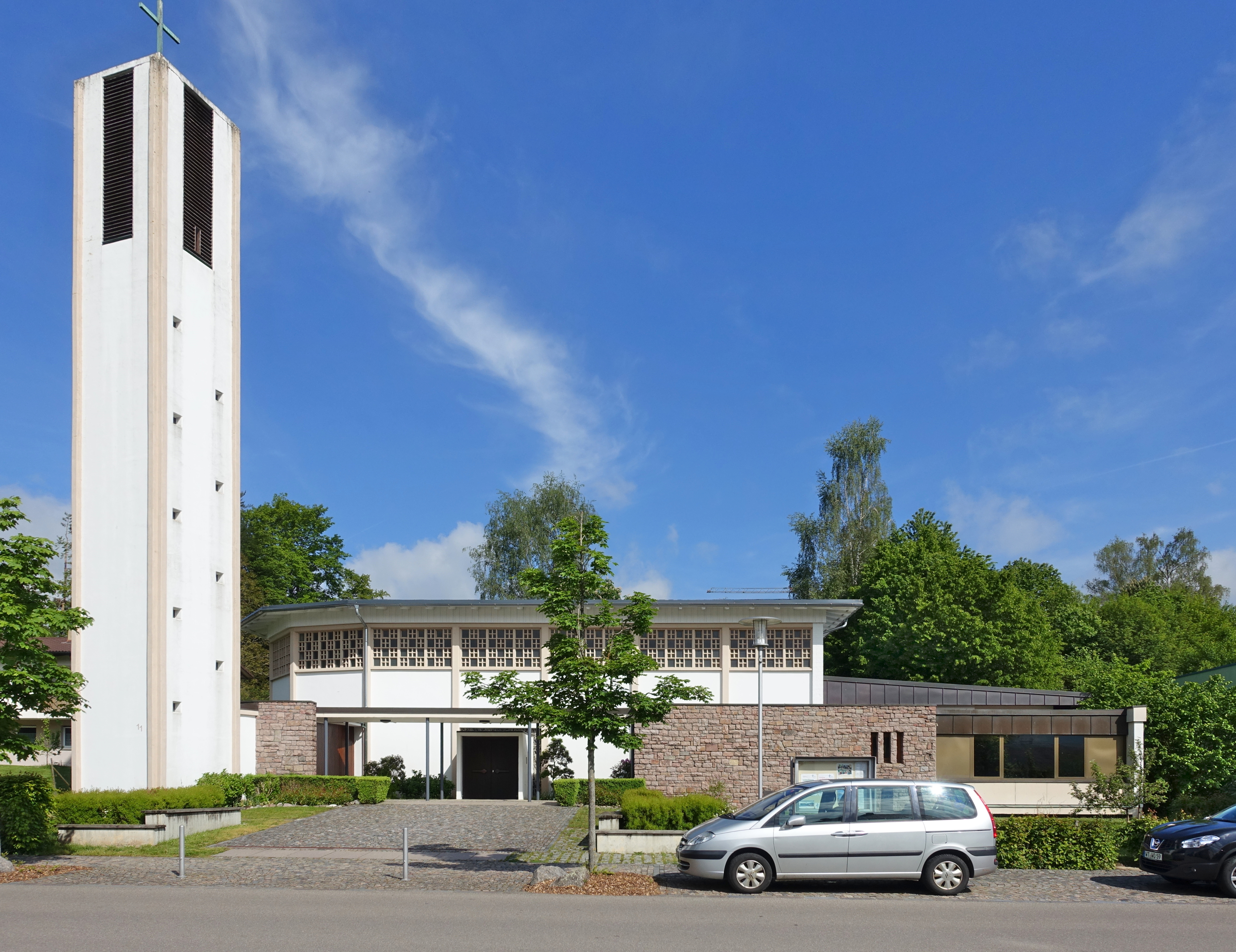
Nový kostel
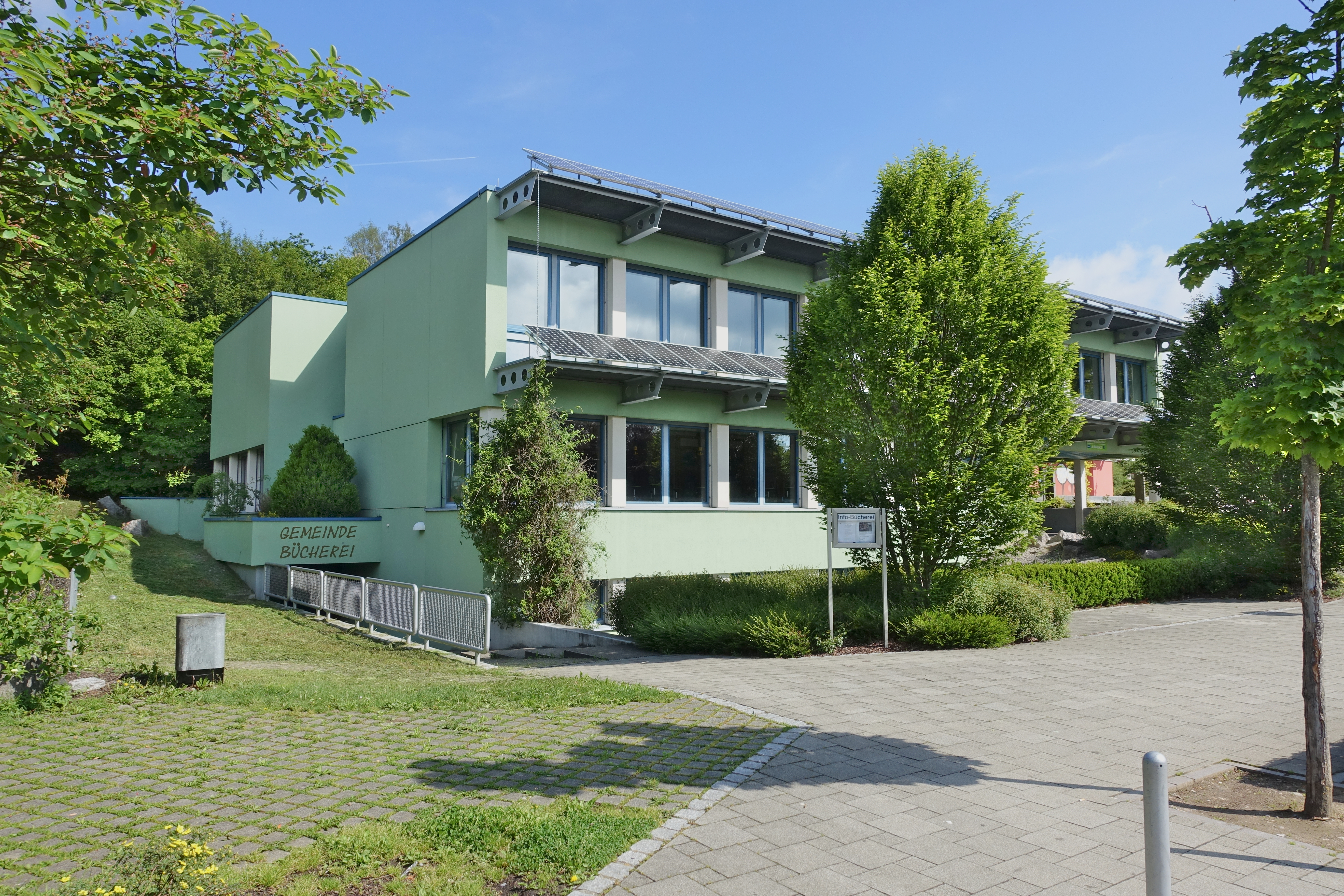
Městská knihovna
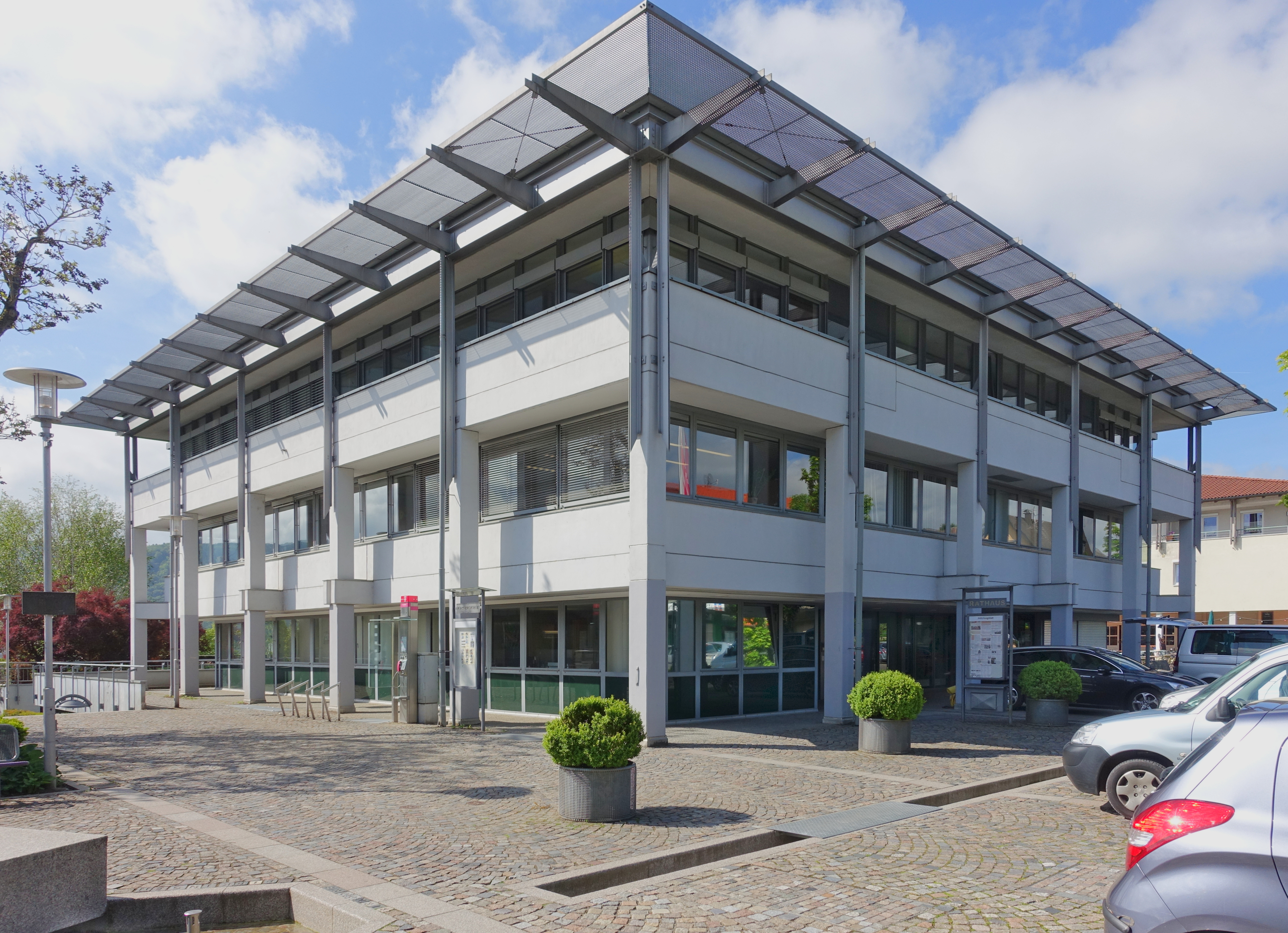
Radnice
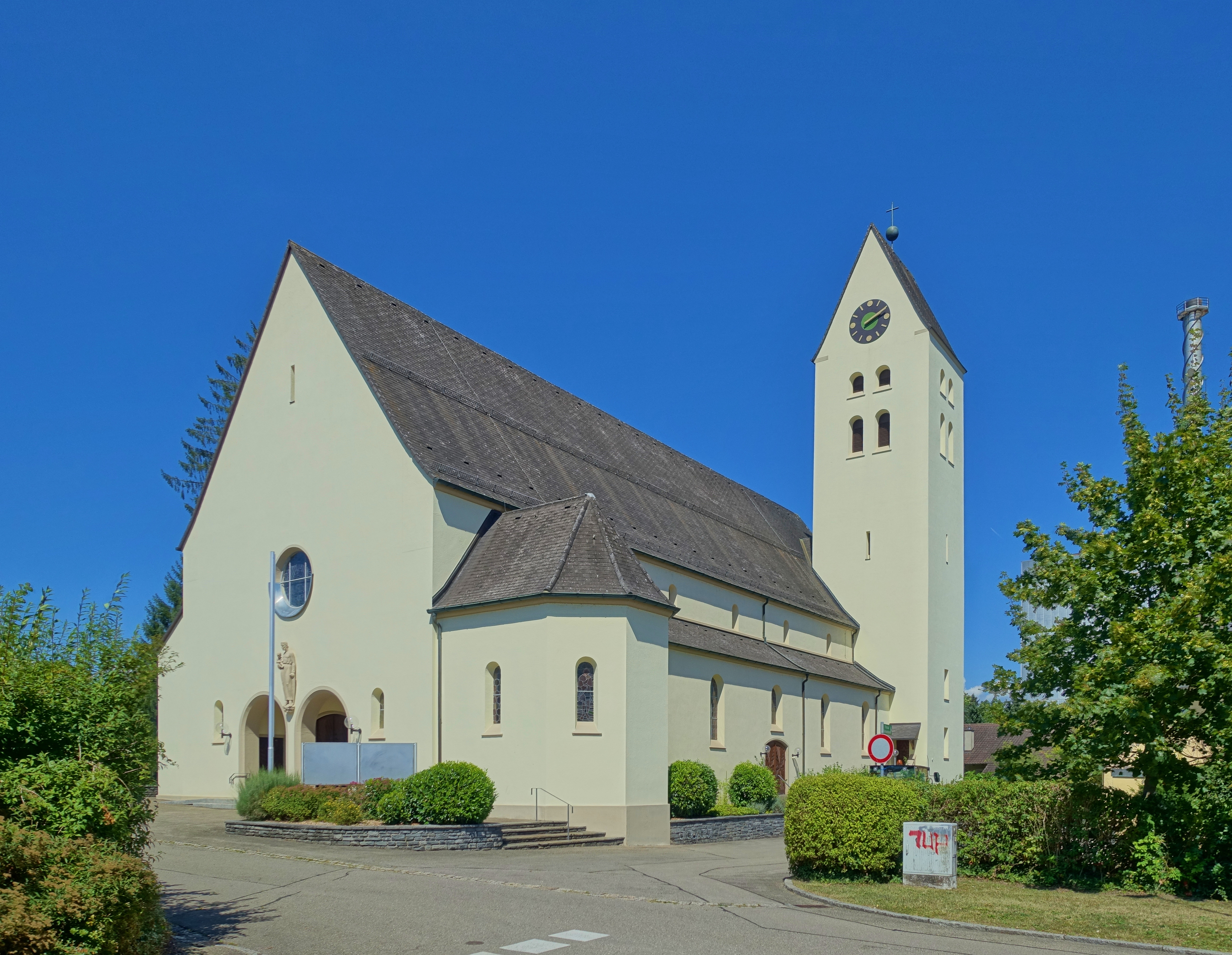
Kostel svatého kříže
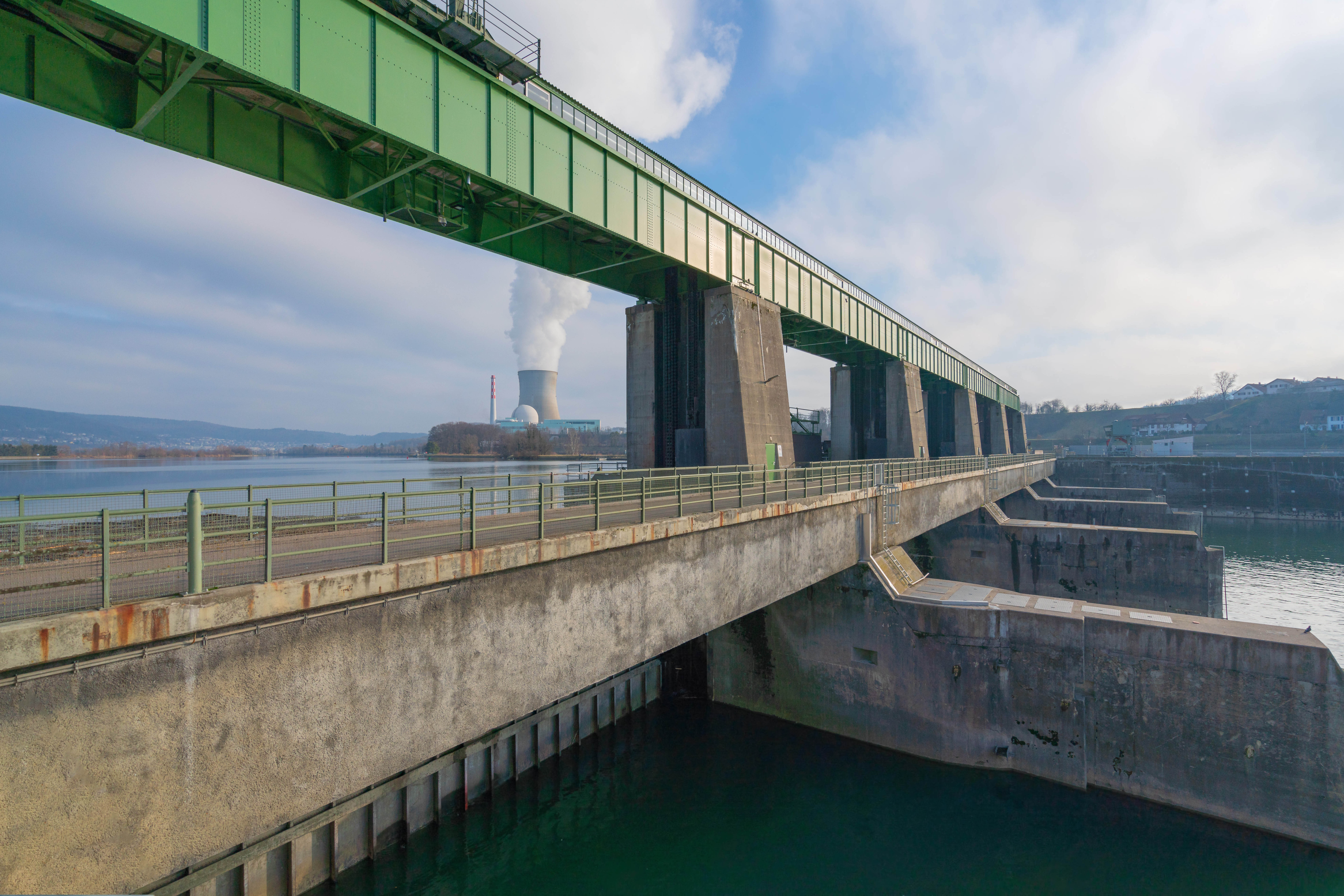
Vodní elektrárna
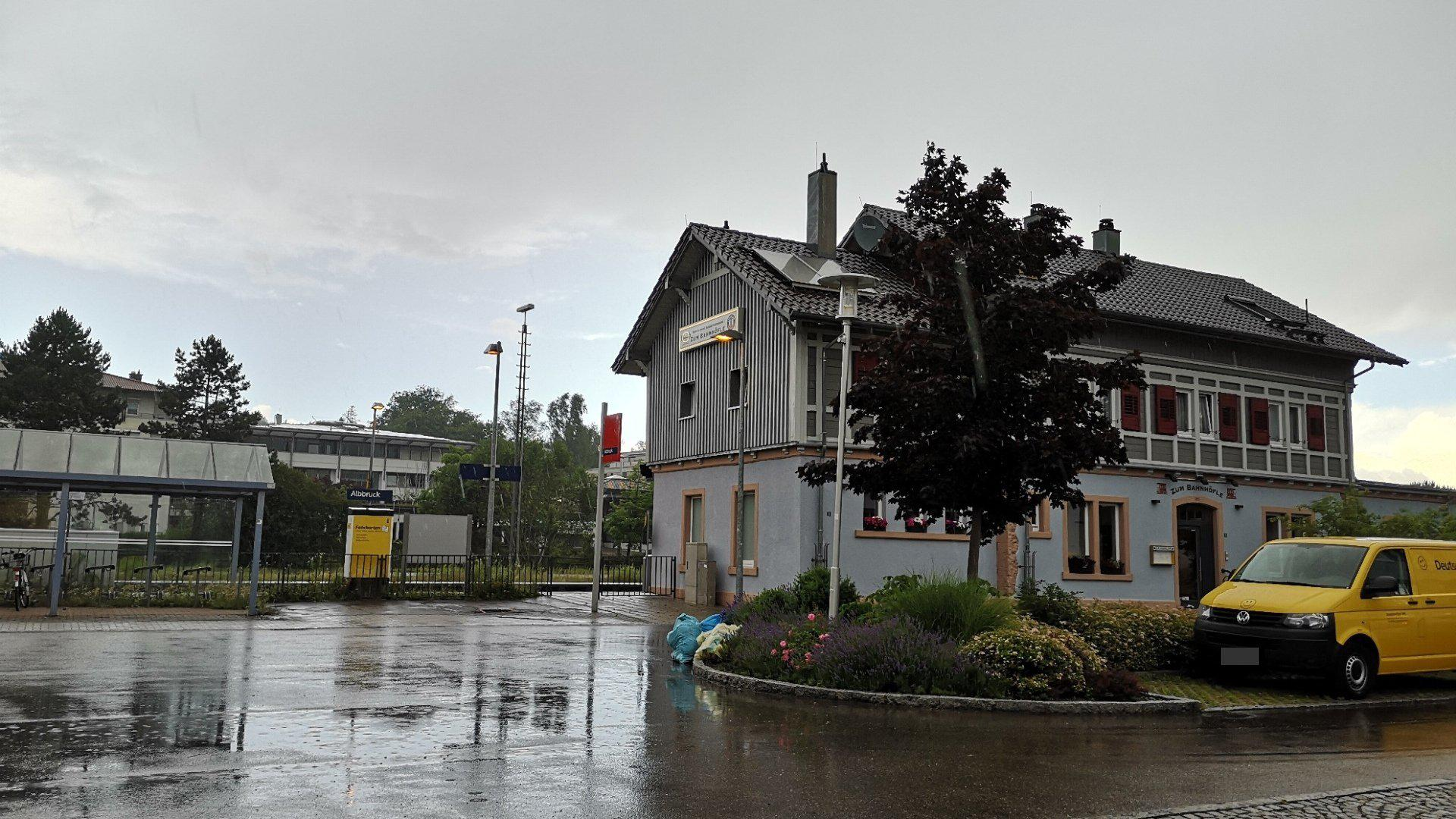
Železniční stanice
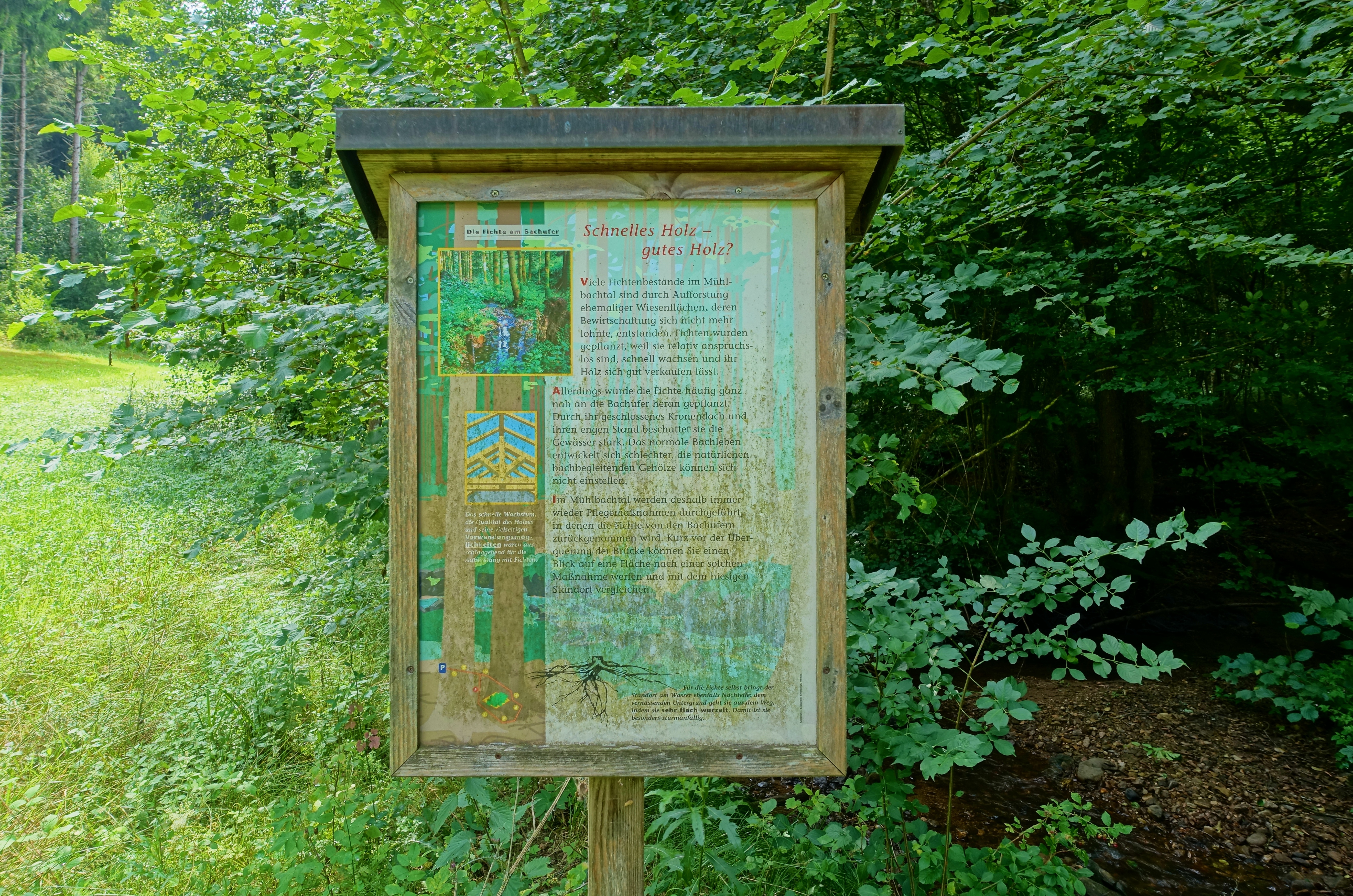
Naučná stezka Mühlbachtal